# Buchenavia tetraphylla
Buchenavia tetraphylla är en tvåhjärtbladig växtart som först beskrevs av Jean Baptiste Christophe Fusée Aublet, och fick sitt nu gällande namn av Richard Alden Howard. Buchenavia tetraphylla ingår i släktet Buchenavia och familjen Combretaceae. Inga underarter finns listade i Catalogue of Life.

## Bildgalleri

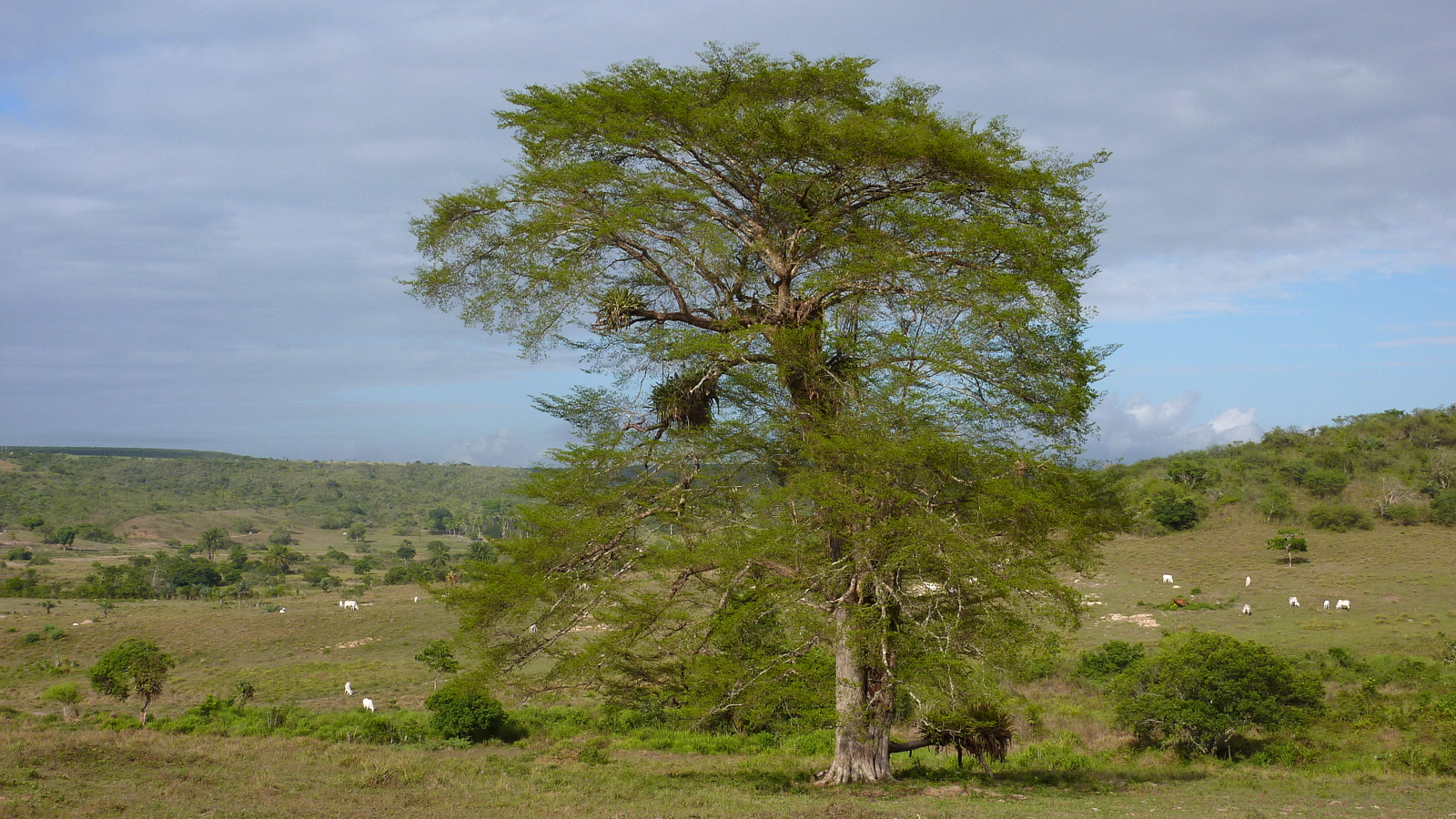